# 親子テツ
『親子テツ』（おやこテツ）は、細川貂々による日本の鉄道漫画。細川とツレの息子が知らぬ間に「鉄道好き」になったのを機に鉄道嗜好が上がり、関西に引っ越すまでの鉄道活動（特に息子が2～3歳児のころ）を漫画にしたもの。細川による鉄道ルポ漫画シリーズ第一弾。関西移住後のことは第二弾・『日帰り旅行は電車に乗って』に執筆。

## 登場人物

### 主人公
すべての回に於いて登場。

#### 細川貂々（ほそかわ てんてん）
本作の作者であり主人公。息子の影響で鉄道に興味を持つが、乗り物酔いが難点である。
彼女の実家は高崎線沿線にあり、父は自動車屋をやっている。
新幹線とユニークな観光列車が好き。

### 作者の家族
作者のサポートをする夫と、鉄道漫画を執筆するきっかけとなった息子。
ツレ
細川の夫。本名は望月昭。自動車免許を持っていなかったことから電車通勤をしていたが、専業主夫になる以前の事情から電車は「通勤に使うもの」としてみておらず、鉄道はあまり好きではなかった。
だが、息子の影響とゲーム好きもあってか、電車嫌いは収まっていてさらに「パパ鉄」となる。
彼の実家は京葉線沿線にある。細川は沿線を走る特急さざなみの前面が苦手。
息子（むすこ）
「ちーと君」と呼ばれている。彼が両親に鉄道趣味にいざなった張本人ということになっている。母・細川が鉄道漫画に手を染めるきっかけになったキーパーソン。本名は望月千歳。
きっかけは、住んでいた家の沿線である 東西線の音に興味を持ったことが始まりだった。彼のジャンルはそういうことから音鉄、乗り鉄である。いわゆる芸術系テツではあるが、コスプレはあまり好きではない。
双方の祖父母の実家が京葉線、高崎線沿線に住んでいることもあり、電車目当てに両親のプチ帰省に同伴する。

### 作者の親族
チート君の鉄道趣味がきっかけで、お互いの両親実家を訪問。
ツレの両親（つれ・りょうしん）
ツレの父は「京葉線」、母が「京葉線」「高崎線」に登場した。
テレビ番組がきっかけで京葉線を好きになった息子をツレと細川がその沿線にある実家へ連れて行った。
チート君は沿線を走る特急「さざなみ」を気に入ってしまい、ツレの母はその見物につき合わされた。
細川の両親（ほそかわ・りょうしん）
二人とも「高崎線」「秩父鉄道」に登場している。
秩父鉄道に寄り道乗車した細川一家がSLパレオエクスプレスを見たことから、乗りたいと思い…5人で乗車した。
実は地元に近いだけあって「パレオ」のことは知っていたが、チート君が「乗りたい」というまで乗ったためしがなかった。

### その他
作者の仕事がらみなどで登場。
細川の友人（ほそかわ・ゆうじん）
「新幹線（初回）」に登場、フードをかぶっている。細川が夫息抜きで新幹線に乗車したときに同伴した。
細川のママ鉄ぶりと乗り物酔いに困惑。
山田五郎（やまだ・ごろう）
知人の店が登場するということで録画していたテレビ番組「ぶらり途中下車の旅」に出演していたゲスト。作者が度忘れしたところ、ツレが「それなら早く見よう」といい、見ていた。見たのを確認して消去しようとすると、チート君が「（何度も）見たい」というので、何回も再生。それからチート君は「ぶらり～」の番組がお気に入り。だけど、ゲストの旅人がロケしたときだけ、その電車に乗車していたのであり、いつも行くわけではないことを、チート君は知らなかった。
上野東京ライン・グリーン車車掌
埼玉の作者実家への行きを担当した女性車掌だけ、チート君のシートを（無料だが）チケット扱いしたことがあった。
監督
細川が執筆した『ツレがうつになりまして。』を映画化した監督。「新幹線(二回目)」に登場。
細川一家はエキストラ出演として高崎へ行くことになったが、細川本人が忙しく「早く行き帰りできるアクセス」をリクエストしたことから、新幹線の切符を往復・三人分、細川に渡した。

## 書誌情報
- 細川貂々 『親子テツ』 朝日新聞出版、全1巻
  1. 2012年12月30日発売 ISBN 978-4-02-251040-2